# Доњи близаначки мишић
Доњи близаначки мишић  је мали, упарени мишић који се налази у дубокој седалној регији доњег екстремитета. Део је већег, троглвог мишића карлице, који поред доњег близаначког мишића такође укључује горњи близаначки мишић и  унутрашњи запорни мишић. Пошто су близаначки мишић (горњи у доњи) најмањи од од ова три мишића они су и мање способни за самосталне радње, и зато се сматрају додатним ојачивачима унутрашњи запорног мишића.

## Анатомија
Доњи близаначки мишић се протеже од исхиума карличне кости до већег трохантера бутне кости, па се понекад назива и унутрашњим мишићем кука.
Доњи близаначки мишић чини део мишићног комплекса троглвог мишића карлице који се налази у дубоком слоју седалнорегиона између крушколиког мишића и четвртастог бутног мишића Доњи близаначки мишић је површно прекривен великим седалним мишићем, док је зглоб кука лоциран дубоко или испред њега. Нерв до четвртастог бутног мишића спушта се дубоко до доњег близаначког мишића након што изађе из карлице кроз већи ишијадични форамен. Ишијадични нерв, задњи феморални кожни нерв и доња седална артерија се крећу површно, или постериорно, до доњег близаначког мишића.
Након што унутрашњи запорни мишић изађе из карлице кроз мањи ишијадични форамен, доњи доњи близаначки мишић формира мишићни канал за своју тетиву. Доњи близаначки мишић у почетку путује инфериорно у односу на тетиву, а затим пролази испред ње како се приближава тачки припоја на бутној кости.

## Функција
Контракција доњег близаначког мишића помажу у спољној ротацији и примицању бутине. Такође он одржава стабилност главе бутне кости унутар ацетабулума карличне кости. 
Доњи близаначки мишић је додатно појачање за обтуратор интернус, помажући му у његовом деловању. Овај аспект је неопходан јер обтуратор интернус губи део своје снаге када напусти карлицу и окреће се скоро деведесет степени када пређе мањи ишијадични форамен. 
Доњи близаначки мишић делује на зглоб кука, изазивајући два главна покрета. Када је бутина у анатомском положају, она повлачи већи трохантер бутне кости уназад, око уздужне осе кости, изазивајући спољашњу (бочну) ротацију бутине. Када су кук, а самим тим и бутина, савијени, доњи близаначки мишић повлачи горњу бутну кост медијално. Ова акција се компензује бочним померањем доњег дела бутне кости, што доводи до одвођења бутине. Доњи близаначки мишић такође јача интегритет зглоба кука, стабилизујући главу бутне кости унутар ацетабулума.
Комбинација спољне ротације бутине  са савијеним куком има важне функције у нашем свакодневном животу. Ове радње нам омогућавају да се крећемо у страну када седима и да замахнемо доњим екстремитетом у страну када излазимо из аутомобила. И стабилизују труп у седећем положају током трзаја са једне стране на другу страну и помажу при чучању и пузању.

## Галерија
- Superior gemellus muscle.
- Right hip bone. External surface.
- Right femur. Anterior surface.
- "Triceps coxae".